# Steve Eminger
Steve Eminger (* 31. Oktober 1983 in Woodbridge, Ontario) ist ein ehemaliger kanadischer Eishockeyspieler und derzeitiger -scout, der im Verlauf seiner aktiven Karriere zwischen 1999 und 2016 unter anderem 508 Spiele für die Washington Capitals, Philadelphia Flyers, Tampa Bay Lightning, Florida Panthers, Anaheim Ducks und New York Rangers in der National Hockey League (NHL) auf der Position des Verteidigers bestritten hat.

## Karriere
Der 1,88 m große Verteidiger begann seine Karriere 1999 bei den Kitchener Rangers in der kanadischen Juniorenliga Ontario Hockey League (OHL), bevor er beim NHL Entry Draft 2002 als Zwölfter in der ersten Runde von den Washington Capitals aus der National Hockey League (NHL) ausgewählt (gedraftet) wurde.
In der Saison 2002/03 gab der Rechtsschütze sein NHL-Debüt, doch nach nur 17 Spielen schickten ihn die Capitals vorerst zurück nach Kitchener, wo er den Rangers zum Sieg des Memorial Cup verhelfen konnte. In der folgenden Spielzeit kam er sowohl in der NHL für Washington als auch bei deren AHL-Farmteam, den Portland Pirates, zum Einsatz. Nach seinen guten Leistungen bei dem Pirates in der Lockout-Saison 2004/05 gehörte er ab 2005 zum NHL-Kader der Capitals, sein erstes Tor für Washington erzielte er 10. Oktober 2005 in der Partie gegen die New York Rangers, es war sein erster Treffer nach zuvor 61 torlosen Spielen. Im Zuge des NHL Entry Draft 2008 wurde er zu den Philadelphia Flyers transferiert.
Für die Flyers stand er in 50 Spielen im Einsatz, schoss vier Tore und sammelte 23 Punkte. Am 4. März 2009 wurde er zu den Florida Panthers getradet. Nach nur neun Spielen und einem Tor erhielt er zum Saisonende 2008/09 keine Vertragsverlängerung in Florida angeboten. Am 4. September 2009 unterschrieb er einen Vertrag bei den Anaheim Ducks. Dort stand er in 63 Spielen im Einsatz, schoss vier Tore und sammelte 16 Punkte. Am 9. Juli 2010 wurde er zu den New York Rangers transferiert.
Ab Oktober 2013 stand Eminger beim HK ZSKA Moskau in der Kontinentalen Hockey-Liga (KHL) unter Vertrag, konnte sich dort aber nicht durchsetzen, so dass er im Januar 2014 nach Nordamerika zurückkehrte und von den Norfolk Admirals verpflichtet wurde. Mit Beginn der Saison 2014/15 war er bei den Providence Bruins aktiv, die ihn im Januar 2016 an die Lake Erie Monsters abgaben, mit denen er am Ende der Spielzeit 2015/16 den Calder Cup gewann.

## Erfolge und Auszeichnungen
| - 2002 Teilnahme am CHL Top Prospects Game - 2002 OHL Second All-Star Team - 2002 CHL Second All-Star Team - 2003 OHL Second All-Star Team - 2003 J.-Ross-Robertson-Cup-Gewinn mit den Kitchener Rangers | - 2003 Memorial-Cup-Gewinn mit den Kitchener Rangers - 2003 Memorial Cup All-Star Team - 2005 Teilnahme am AHL All-Star Classic - 2016 Calder-Cup-Gewinn mit den Lake Erie Monsters |

### International
- 2000 Silbermedaille bei der World U-17 Hockey Challenge
- 2000 Goldmedaille beim Nations Cup
- 2003 Silbermedaille bei der U20-Junioren-Weltmeisterschaft

## Karrierestatistik

### International
Vertrat Kanada bei:
- World U-17 Hockey Challenge 2000
- Nations Cup 2000
- U20-Junioren-Weltmeisterschaft 2003

(Legende zur Spielerstatistik: Sp oder GP = absolvierte Spiele; T oder G = erzielte Tore; V oder A = erzielte Assists; Pkt oder Pts = erzielte Scorerpunkte; SM oder PIM = erhaltene Strafminuten; +/− = Plus/Minus-Bilanz; PP = erzielte Überzahltore; SH = erzielte Unterzahltore; GW = erzielte Siegtore; 1 Play-downs/Relegation; Kursiv: Statistik nicht vollständig)